# Fort National
Das Fort National ist eine Festung auf einer Gezeiteninsel vor Saint-Malo.
Die Felsen der Insel, auf dem sich das Fort National befindet, galten im Mittelalter als Orientierungspunkt für die Schiffe. Der französische König Ludwig XIV. beschloss 1689, auf dem Felsen eine Festung zu errichten, um die Stadt vor dem Angriff der Engländer zu beschützen. Sébastien Le Prestre de Vauban erarbeitete die Pläne und Simeon Garangeau führte sie aus. Die Festung erhielt verschiedene Namen: während der Revolution ‚Fort Républicain’, unter Napoleon I. ‚Fort Impérial’, während der Restauration ‚Fort Royal’, von 1852 bis 1870 wieder ‚Fort Impérial’ und ab 1870 ‚Fort National’. Seit 1906 gilt die Festung als Historisches Denkmal.

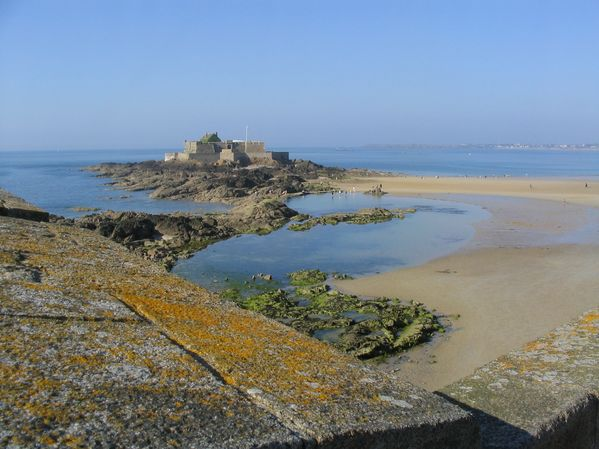
Blick von der Stadtfestung Saint-Malos auf das Fort National